# Appaloosa Management
 (octobre 2017).
Si vous disposez d'ouvrages ou d'articles de référence ou si vous connaissez des sites web de qualité traitant du thème abordé ici, merci de compléter l'article en donnant les références utiles à sa vérifiabilité et en les liant à la section « Notes et références ».
Appaloosa Management est un fonds spéculatif américain fondé en 1993 par David Tepper et Jack Walton, spécialisé dans la dette décotée.
Appaloosa Management investit dans les marchés des actions et des titres à revenu fixe partout dans le monde.

## Histoire
En 1993, David Tepper et Jack Walton ont fondé Appaloosa Management, un fonds de couverture appartenant à des employés, à Chatham, New Jersey (en). Tout au long des années 1990, l'entreprise était connue sous le nom de Junk bond investment boutique et, dans les années 2000, sous celui de Hedge fund. 
Au quatrième trimestre de 2002, les rendements d'Appaloosa Management ont été fortement attribuables à la parité des obligations sur obligations et à la dette en difficulté chez Conseco et Marconi Corp[pas clair], où le marché a atteint son plus bas niveau.

## Delphi Édition 2007
Les actifs sous gestion s'élevaient à 5,3 milliards de dollars en 2007. 

### Crise Financière de 2008 à 2011
Appaloosa a survécu à la crise financière de 2008 avec relativement peu d'ordre de rachat d'investisseurs.
De 2009 à 2010, les actifs sous gestion d'Appaloosa Management sont passés de 5 à 12 milliards de dollars. 
En novembre 2010, le New York Times a déclaré un actif total sous gestion de 14 milliards de dollars[réf. nécessaire]. En 2010, il a été signalé[Par qui ?] que, depuis 1993, Appaloosa Management avait remis 12,4 milliards de dollars à ses clients, ce qui la classait au sixième rang en ce qui a trait au rendement total des clients par les gestionnaires depuis leur création.
En septembre 2011, un tribunal des faillites du Delaware a jugé qu'Appaloosa Management est l'un des quatre fonds spéculatifs qui avaient joué un rôle dans la restructuration de Washington Mutual, qui aurait pu recevoir des informations confidentielles qui auraient pu être utilisées abusivement dans la dette de la banque[pas clair]. En 2011, l'entreprise a reçu le prix Institutional Hedge Fund de l'année